# Адам Надашді
Адам Надашді (угор. Nádasdy Ádám, нар. 15 лютого 1947) — угорський лінгвіст Будапештського університету, поет. Він є професором на кафедрі англійського мовознавства Будапештського університету, Будапешт. Надашді спеціалізується на фонології, морфології, англійському та німецькому діахронічному мовознавстві, різних діалектах англійської мови. Остання поетична збірка: «Az az íz» («Той смак») (видавництво «Magvető», 2007). Живе в Будапешті.
Він має ступінь магістра та доктора. Говорить угорською (рідна), англійською, німецькою, італійською та французькою. Пише регулярну колонку в журналі Magyar Narancs, популяризуючи лінгвістику.
Надашді перекладав п'єси Шекспіра на угорську (часто розглядається як новатор після  «класичних» перекладів Араня Яноша), зокрема «Комедія помилок», «Сон літньої ночі», «Приборкання норовливої», «Гамлет», «Ромео і Джульєтта», «Дванадцята ніч, або Як собі хочете», «Як вам це сподобається» та «Буря». З 2009 року він працює над новим угорським перекладом «Божественної комедії» Данте.
Прочитав лекцію в Mindentudás Egyeteme в листопаді 2003 на тему «Чому відбуваються зміни мови?».

## Особисте життя
Адам Надашді є геєм та перебуває у зареєстрованому партнерстві зі своїм партнером, хірургом-ортопедом Марком, з яким уклав партнерство в Англії.

## Твори
- Hárompercesek a nyelvről (Kálmán Lászlóval, Приблизно три хвилини про мову, 1999, ISBN 9633796482)
- Ízlések és szabályok (Írások nyelvről, nyelvészetről, 1990—2002) (2003, ISBN 9631423077)
- Prédikál és szónokol (2008, ISBN 9789631426397)

### Поезія
- Komolyabb versek (Серйозніші вірші, 1984, ISBN 9631527220)
- A bőr és a napszakok. Nádasdy Ádám majdnem minden verse 1976—1995 (1995, ISBN 9637577106)
- Elkezd a dolgok végére járni (Versek 1995—1998) (1998, ISBN 9631421090)
- A rend, amit csinálok (2002, ISBN 9631422895)
- Soványnak kéne lenni (Вона повинна бути худою, 2005, ISBN 9631424367)
- Az az íz (Смак, 2007, ISBN 9789631425666)
- Verejték van a szobrokon. Válogatott és új versek 1976—2009 (Вибрані і нові вірші, 2010, ISBN 9789631427585)